# Мексика на зимних Олимпийских играх 1984
Мексика принимала участие в Зимних Олимпийских играх 1984 года в Сараево (Югославия) после пятидесятишестилетнего перерыва, во второй раз за свою историю, но не завоевала ни одной медали. 

## История
Страну на Играх представлял единственный спортсмен — Хубертус фон Гогенлоэ.  В 1981 году фон Гогенлоэ стал основателем Федерации горнолыжного спорта Мексики. Он принимал участие в зимних Олимпийских играх шесть раз: в 1984, 1988, 1992, 1994, 2010 и в 2014 годах.  На играх 1984 года он участвовал во всех трёх дисциплинах горнолыжного спорта. 

## Результаты
| Спортмен              | Соревнование      | Результат | Результат | Результат | Результат | Результат   | Результат |
| Спортмен              | Соревнование      | 1 спуск   | Место     | 2 спуск   | Место     | Время всего | Место     |
| --------------------- | ----------------- | --------- | --------- | --------- | --------- | ----------- | --------- |
| Хубертус фон Гогенлоэ | Скоростной спуск  | н/д       | н/д       | н/д       | н/д       | 1:51,57     | 38        |
| Хубертус фон Гогенлоэ | Гигантский слалом | 1:34,82   | 50        | 1:35,27   | 48        | 3:10,09     | 48        |
| Хубертус фон Гогенлоэ | Слалом            | 1:04,42   | 41        | 1:03,75   | 26        | 2:08,17     | 26        |